# Jeanne Oddo-Deflou
Pour les articles homonymes, voir Oddo.
Anne Marie Claire Jeanne Deflou, connue sous le nom de Jeanne Oddo-Deflou, née le 20 février 1856 à Ferrières-en-Gâtinais et morte le 13 juin 1939 à Meudon, est une féministe française.

## Biographie

### Jeunesse et famille
Anne Marie Claire Jeanne Deflou est née le 20 février 1856 à Ferrières-en-Gâtinais, dans le Loiret.
Institutrice, elle épouse le 3 janvier 1884 à Paris Henri Oddo, bibliothécaire à la Chambre des députés. Le couple a deux enfants : Marie Augusta Sabine Oddo (1884-1938), avocate, épouse de Constantin Dos Santos Malhado, et Henri Jean Victor Oddo (1890-1915), ingénieur, qui meurt pendant la Première Guerre mondiale.
Son mari soutient ses combats féministes, comme en témoigne un article de La Presse en 1902. Domicilié avec sa femme au palais Bourbon, il meurt en 1906 à Ferrières-en-Gâtinais. Après sa mort, Jeanne Oddo-Deflou s'établit 55, rue de Seine à Paris.

### Carrière
En 1898, elle fonde le Groupe français d'études féministes, estimant que si l'objectif ultime est le suffrage des femmes, il importe d'abord de réformer les lois sous-jacentes. À partir de 1899, elle est membre de la Ligue française pour le droit des femmes et à partir de 1901 du Suffrage des femmes à l'appui du vote des femmes.
Déléguée à diverses réunions du Congrès international des femmes (Londres, Paris, Bruxelles, Berlin), elle exerce les fonctions de secrétaire du Congrès des droits civils et du suffrage des femmes. En 1906, elle publie Le Sexualisme, qui appelle les femmes à avoir le droit de se développer dans un esprit de « liberté, de dignité et de plénitude »,.
Jeanne Oddo-Deflou meurt en 1939 à Meudon, 8, avenue du Onze-Novembre, dans une maison de santé.

## Publications
Jeanne Oddo-Deflou participe régulièrement au journal féministe La Française. Elle publie également plusieurs essais :
- Du régime des biens de la femme mariée : rapport présenté le 21 juin 1900, à Paris, au Congrès des œuvres et institutions féminines, 1900
- Le Sexualisme, critique de la prépondérance et de la mentalité du sexe fort, 1906[13]
- Congrès national des droits civils et du suffrage des femmes : tenu en l'hôtel des sociétés savantes à Paris, les 26, 27 et 28 juin 1908 (lire en ligne)

Elle fonde le journal L'Entente avec Héra Mirtel, en avril 1905.